# Gerrit Jan van Eyken
Gerrit Jan van Eyken (Amersfoort, Països Baixos, 5 de maig, de 1822 - Dalston, (Londres), 22 de març de 1879) fou un compositor i organista holandès.
Va ser un eminent organista i notable compositor d'organística i coral. Des de 1854 fins a la seva mort fou organista de l'església reformada d'Elberfeld i durant alguns anys professor d'orgue de l'Escola de Música de Rotterdam.
Entre les seves composicions per a orgue té extraordinari mèrit una Tocata i Fuga sobre el nom de Bach; unes Variacions, i el 25 Praludis.